# Artur Papazyan
Artur „Art“ Papazyan (* 1992) ist ein professioneller amerikanisch-armenischer Pokerspieler. Er ist zweifacher Titelträger der World Poker Tour, bei der er 2017/18 als Spieler des Jahres ausgezeichnet wurde.

## Pokerkarriere
Papazyan lebt im kalifornischen Glendale. Seine erste Geldplatzierung bei einem Live-Turnier erzielte er Ende Januar 2014 in Los Angeles. Ende August 2017 gewann der Amerikaner an gleicher Stelle das Main Event der World Poker Tour (WPT). Dafür setzte er sich gegen 762 andere Spieler, insbesondere im Heads-Up gegen Phil Hellmuth, durch und erhielt eine Siegprämie von knapp 670.000 US-Dollar. Rund einen Monat später, Anfang Oktober 2017 in Hanover, Maryland, gewann Papazyan erneut das WPT-Main-Event und sicherte sich damit seinen zweiten WPT-Titel. Dafür besiegte er ein Feld von 560 weiteren Teilnehmern und erhielt ein Preisgeld von knapp 400.000 US-Dollar. Für diese Leistung wurde er Ende Februar 2018 bei den American Poker Awards in Los Angeles als Breakout Player 2017 und am Saisonende als WPT Player of the Year ausgezeichnet. Anfang Juni 2019 erreichte der Amerikaner den Finaltisch des WPT-Main-Events im Aria Resort & Casino am Las Vegas Strip und belegte den mit rund 210.000 US-Dollar dotierten dritten Platz. Im Juni 2023 war er erstmals bei der World Series of Poker (WSOP) im Horseshoe Las Vegas und Paris Las Vegas erfolgreich und kam bei zwei Turnieren der Variante No Limit Hold’em in die Geldränge.
Insgesamt hat sich Papazyan mit Poker bei Live-Turnieren knapp 1,5 Millionen US-Dollar erspielt.